# Isla Young

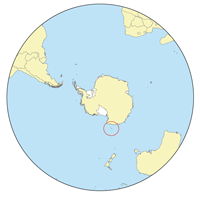
Situación de las islas Balleny.

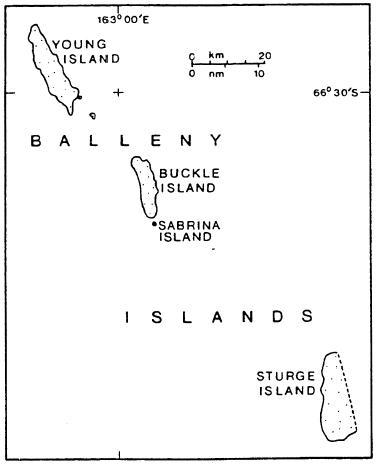
La isla Young es la más septentrional de las islas Balleny.

La isla Young es la más septentrional y la más occidental de las tres islas principales de las deshabitadas islas Balleny, el grupo está localizado en el océano Antártico. Está a 8 km al noroeste de la isla Buckle, y a unos 115 km al nornordeste del cabo Belousov sobre el continente Antártico.
La isla Young tiene una forma semioval, con una costa oriental recta y una costa occidental curva donde se encuentra el cabo Scoresby en el sur y el cabo Ellsworth en el norte. La distancia entre estos dos cabos es de 11 km, y en su lugar más ancho la isla tiene 3,5 km. La isla es volcánica, con fumarolas activas, y una altura de 1340 metros. Está completamente cubierta por la nieve.
Existen varios pequeños islotes en el canal que separa el cabo Scoresby y la isla Buckle, el más grande de ellos es la isla Borradaile. Varios estratos de rocas se apilan en la punta norte de la isla, se conocen como las Seal Rocks.

## Reclamación territorial
La isla es reclamada por Nueva Zelanda como parte de la Dependencia Ross, pero esta reclamación está sujeta a las disposiciones del Tratado Antártico.